# Fortezza
Fortezza (en allemand, Franzensfeste) est une commune italienne d'environ 1 000 habitants située dans la province autonome de Bolzano (Tyrol du Sud) dans la région du Trentin-Haut-Adige dans le nord-est de l'Italie. Elle doit son nom à une forteresse construite sous le règne de l'empereur Ferdinand Ier d'Autriche entre 1833 et 1838.

## Géographie

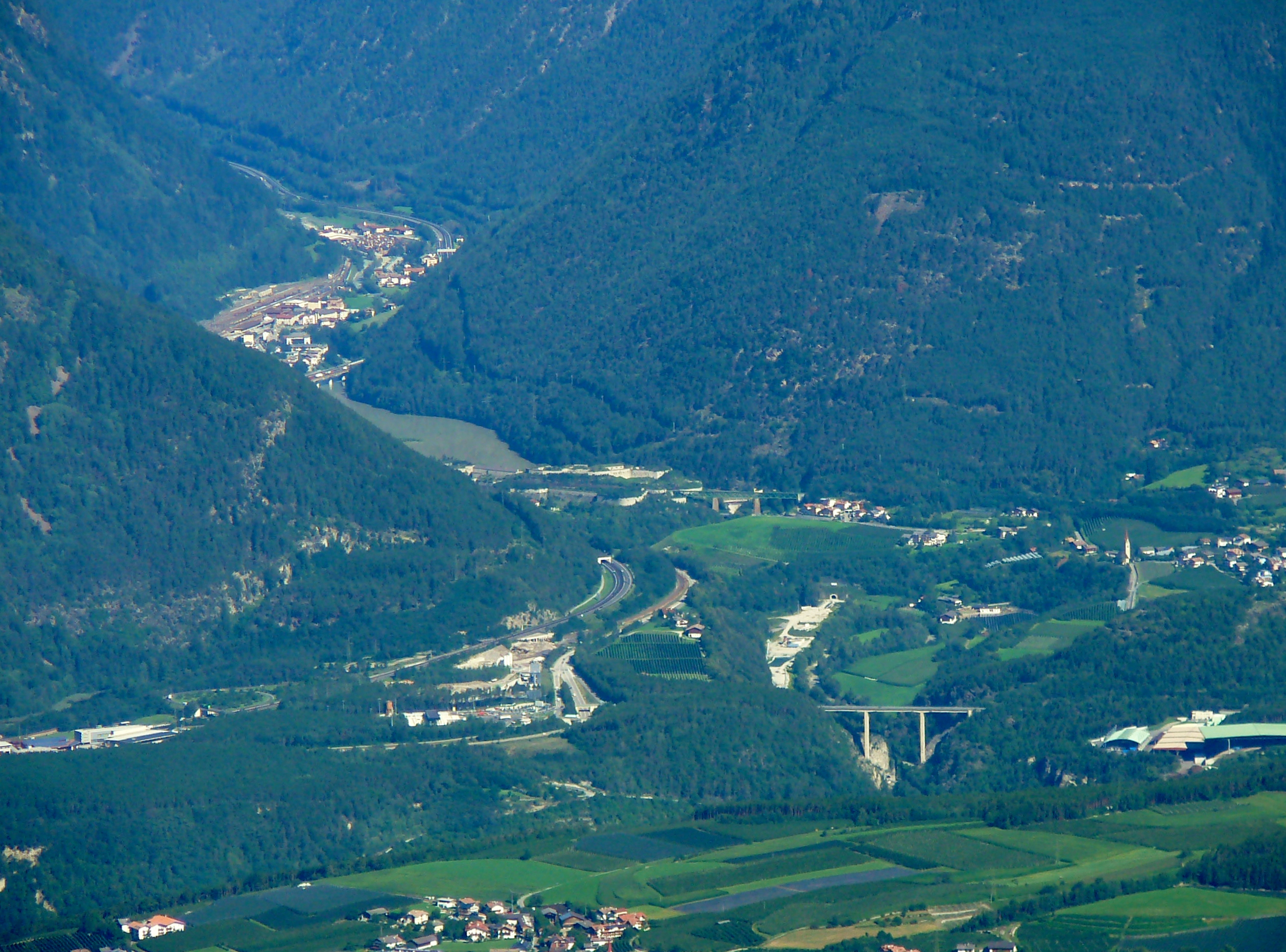
Panorama de la vallée de l'Isarco.

La commune est située près de la sortie étroite du Wipptal (Alta Valle Isarco), formée par le cours supérieur de l'Isarco aux abords du col du Brenner, vers la vallée de l'Isarco proprement dit au sud. Le centre du village se trouve à 19 km au sud de Vipiteno et à 11 km au nord de Bressanone. 
Au sud-est du village se trouve le lac de Fortezza, un réservoir réalisé en même temps que le projet du lac de Rio di Pusteria à des fins de production d'énergie hydroélectrique – au niveau de la centrale électrique de Bressanone – après la construction d'une digue sur le cours de l'Isarco en 1940. Les montagnes au nord-est appartiennent aux contreforts des Alpes de Zillertal ; au sud-ouest, les Alpes sarentines s'élèvent avec le sommet du Corno di Tramin culminant à 2 708 m d’altitude.

## Transports
La gare de Fortezza constitue un important nœud de communication sur la ligne ferroviaire du Brenner reliant Innsbruck dans le Land autrichien de Tyrol au nord et Vérone en Vénétie au sud. La voie ferrée du val Pusteria y bifurque en direction de San Candido et la vallée de la Drave. Le portail sud du tunnel de base du Brenner en construction est situé en bordure du village.
La vallée est également traversée par l'autoroute A22 et la route nationale 12.

## Administration
| Période                                  | Période    | Identité         | Étiquette | Qualité |
| ---------------------------------------- | ---------- | ---------------- | --------- | ------- |
| 1978                                     | 1983       | Oddo Bronzo      | SVP       |         |
| 1983                                     | 1987       | Konrad Stampfer  | SVP       |         |
| 1987                                     | 1990       | Michele Pirrello | PSI       |         |
| 1990                                     | 2000       | Johann Wild      | SVP       |         |
| 1995                                     | 2000       | Johann Wild      | SVP       |         |
| 2000                                     | 8 mai 2005 | Johann Wild      | SVP       |         |
| 9 mai 2005                               | 2010       | Johann Wild      | SVP       |         |
| 2010                                     | 2015       | Richard Amort    | SVP       |         |
| 2015                                     | 2020       | Thomas Klapfer   | SVP       |         |
| Les données manquantes sont à compléter. |            |                  |           |         |

### Hameaux
Les frazioni de Fortezza sont Le Cave/Grasstein, Mezzaselva/Mittewald et Pra di Sopra/Oberau.

### Communes limitrophes
Fortezza est limitrophe des communes de Campo di Trens, Naz-Sciaves, Rio di Pusteria, Sarentino et Varna. 

## Culture
La forteresse de Fortezza fut construite, à l'époque austro-hongroise, par l'architecte du génie militaire Franz Scholl avec d'énormes blocs de granit afin de contrôler militairement l'accès au col du Brenner ; la forteresse a eu une destination militaire jusqu'en 1990, devenant alors une propriété de la région qui y organise des activités diverses. Elle domine la gorge au sud du lac artificiel.

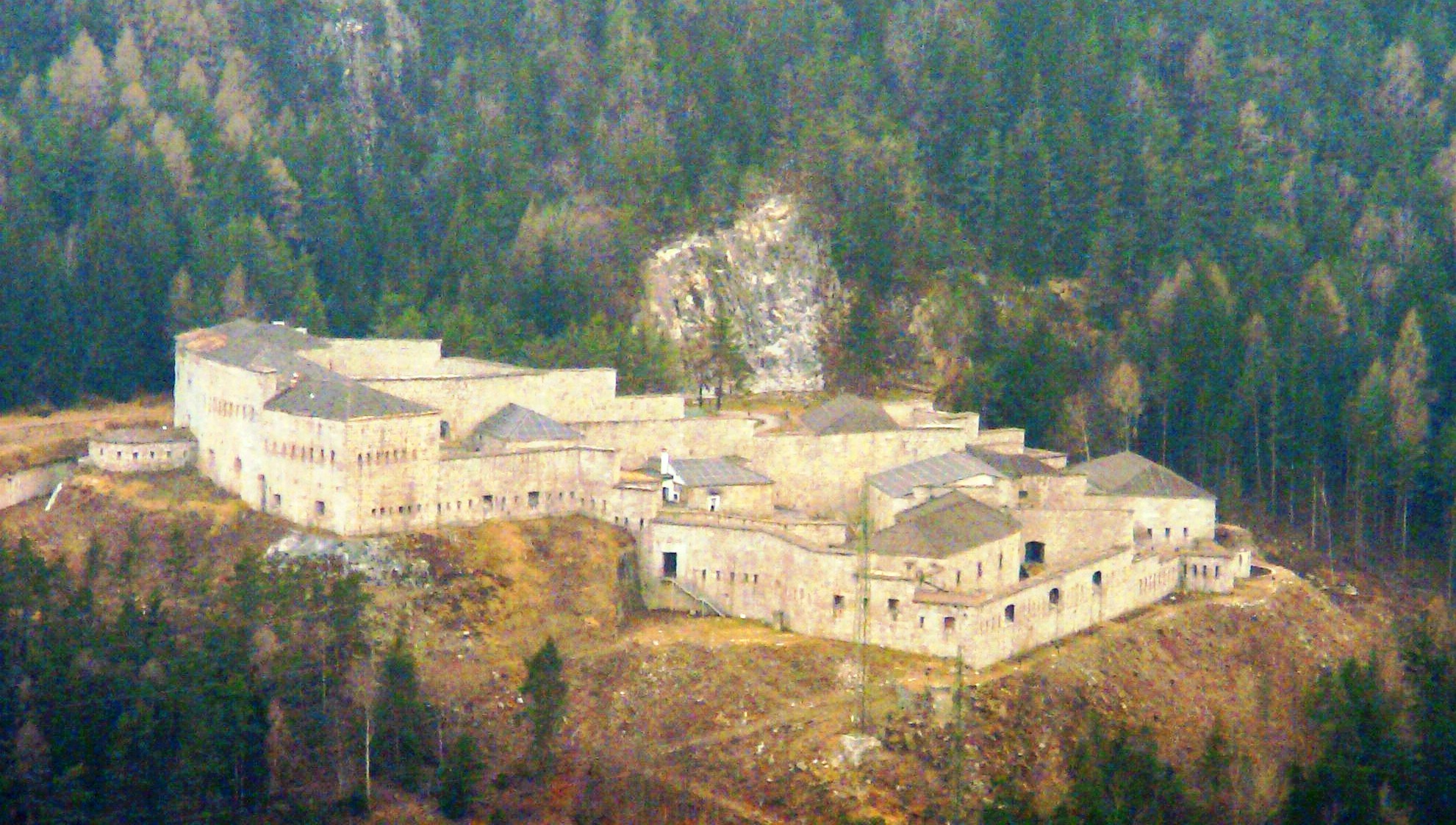
Le fort austro-hongrois de Fortezza.